# 烏爾米河
烏爾米河是俄羅斯的河流，位於哈巴羅夫斯克邊疆區和犹太自治州，與庫爾河匯合成為屬於黑龍江左支流的通古斯卡河，河道全長458公里，流域面積15,000平方公里。
```

```